# Commission de régulation de l'électricité et du gaz (Belgique)
Pour les articles homonymes, voir Commission de régulation de l'électricité et du gaz.
La Commission de régulation de l'électricité et du gaz (CREG) est un organisme fédéral dont le siège est à Bruxelles, institué par la loi du 29 avril 1999 relative à l'organisation du marché de l'électricité et la loi du 29 avril 1999 relative à l'organisation du marché du gaz et au statut fiscal des producteurs d'électricité.
Ses rôles sont une mission de conseil auprès des pouvoirs publics, d'une part, et une mission générale de surveillance et de contrôle de l'application des lois et des règlements, d'autre part.

## Comité de direction[1]
Le comité de direction est composé d'un président et de trois autres membres : 
- Le président faisant fonction : Koen Locquet.
- Le responsable pour la direction du contrôle des prix et des comptes : Sigrid Jourdain
- Le responsable de la direction du fonctionnement technique du marché de l'électricité et du gaz : Laurent Jacquet
- Le responsable pour la direction administrative : Ilse Tant.

## Charte pour une fourniture efficace d’informations
Diverses initiatives ont été mises en place depuis la libéralisation du marché de l'énergie en Belgique afin d'impliquer activement le consommateur. L'objectif de ces différentes action est de e permettre au consommateur de profiter des avantages offerts par cette libéralisation, notamment, faire jouer la concurrence. En juillet 2013, la CREG a pris une décision concernant une charte de bonnes pratiques pour les sites de comparaison de prix de l'électricité et du gaz pour les utilisateurs résidentiels et les PME.
En juillet 2018, dans le cadre de sa mission de défense des intérêts des consommateurs, la CREG a actualisé sa « Charte pour une fourniture efficace d’informations par les comparateurs en ligne ». La CREG a en effet estimé nécessaire d’adapter les dispositions de la charte de 2013 car la comparaison des prix en ligne et l’offre des fournisseurs ont fortement évolué au fil des ans. L’objectif de cette nouvelle charte est de garantir aux consommateurs que les informations qui leur sont fournies sont correctes, pertinentes et cohérentes. Les quatre principes fondamentaux de cette charte à respecter par les services de comparaison en ligne sont de :
- Fournir des informations claires sur le service ;
- Offrir à l’utilisateur un service intuitif et simple d’utilisation ;
- Etre précis et fournir des informations non trompeuses, complètes, correctes, pertinentes et actualisées ;
- Agir de façon responsable avec les informations obtenues de l’utilisateur et transmises à celui-ci.

Cette accréditation peut-être demandée par le comparateur de prix de l'énergie. En septembre 2019, la CREG octroie le premier label de qualité depuis l'adaptation de cette charte à Comparateur-Energie.be. En 2021, le comparateur de prix en ligne Monenergie.be obtient ce même label. A ce jour, ce sont les deux seuls comparateurs de prix de l'énergie certifiés par le régulateur fédéral.
Ce label de qualité peut également être reçu par les intermédiaires en achats groupés d'électricité et de gaz naturel. Celui-ci permet de garantir l’objectivité et la qualité des informations transmises au consommateur lorsque celui-ci participe à un achat groupé. La plateforme Wikipower bénéficie de ce label depuis octobre 2021.

## CREG Scan
Le CREG Scan est un outil permettant aux consommateurs de comparer leur contrat énergétique actuel avec l’offre actuelle du marché. Ce comparateur offre la possibilité aux utilisateurs de comparer leur contrat même si celui-ci a été signé il y a longtemps et n’existe plus sur le marché. Tous les contrats des achats groupés et des coopératives sont également présents.